# Tomba antropomorfa

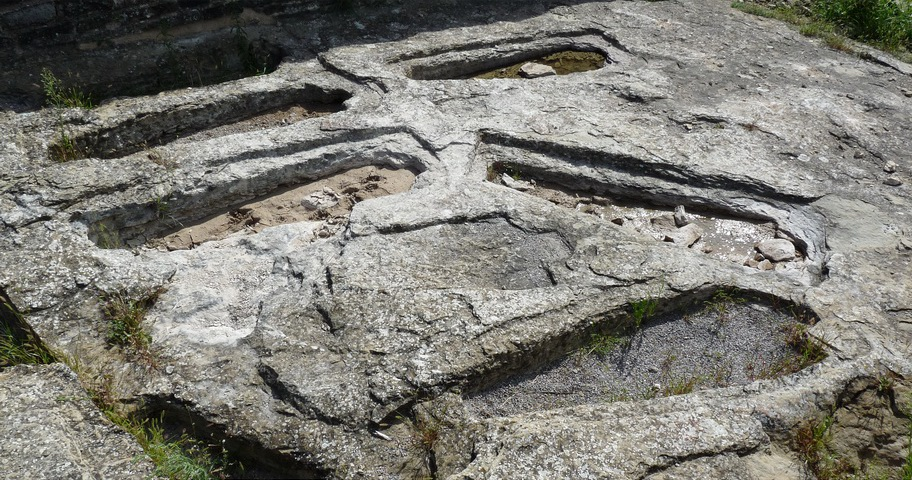
Tombes antropomorfes a l'Esquerda

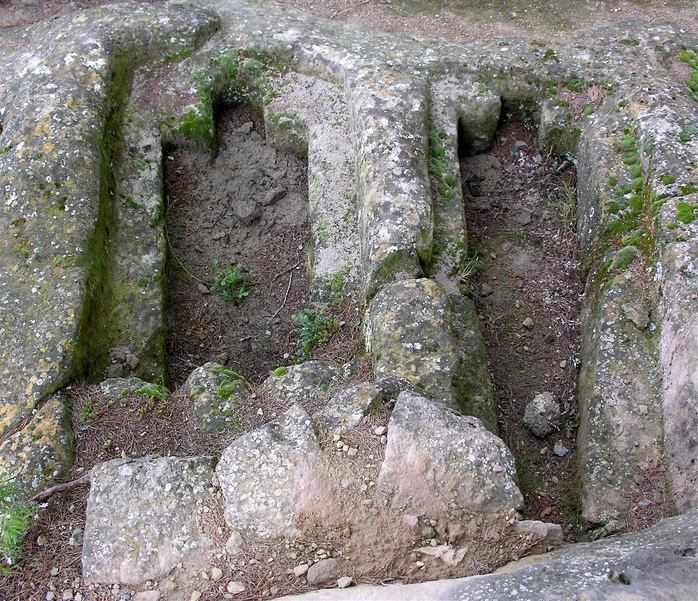
Tombes antropomorfes al Castellot de Viver

Una tomba antropomorfa és un tipus de sepultura excavada a la superfície d'un terreny rocós, amb una profunditat de 30 a 40 cm, en un indret on un aflorament de roca queda descobert, i que es caracteritza pel fet que pren la forma i la mida de la persona que hi és sebollida. També són conegudes amb el nom de tombes olerdolanes, pel fet que al conjunt monumental d'Olèrdola s'hi troben en gran nombre i és on es van documentar i estudiar per primera vegada, a principis del segle xix. Aquest tipus de tomba és pròpia dels segles ix, x i xi, i la seva presència és un bon indicador de l'habitatge de l'indret en època altmedieval. Habitualment, les tombes es troben al costat d'una església i tenen una orientació concreta, mirant cap a l'est, és a dir, amb el cap a ponent i els peus a llevant, la qual cosa s'ha relacionat amb la simbologia cristiana, i fa referència a la Resurrecció, col·locant els peus en direcció cap a Jerusalem per aixecar-se el dia del Judici Final i anar a l'encontre de Crist a l'Hort de les oliveres.
La capçalera pot ser de dos tipus: tallada en angles rectes o bé arrodonida, en arc de ferradura. Segons del Castillo, que ha investigat les tombes antropomorfes a Catalunya, Aragó i Castella, les primeres predominen a la zona oriental i les segones a l'occidental, a Castella.

## Cronologia
De tombes excavades a la roca se'n troben d'èpoques més reculades, però de formes diferents de l'antropomòrfica. Precisament la forma de la tomba està relacionada amb la cronologia. Entre els segles vi i vii, i allargant-se fins a l'IX, es construïren tombes de forma rectangular o trapezoïdal. Les tombes pròpiament antropomorfes o olerdolanes són pròpies dels segles IX a XI, juntament amb les pisciformes o de formes arrodonides. D'altra banda, també es troben cistes, és a dir, tombes excavades sobre terra de tipus argilós, amb els contorns delimitats per lloses o pedres planes, contemporànies de les tombes antropomorfes i que arriben fins a la baixa edat mitjana.

## Ubicació i distribució geogràfica
Les tombes cavades a la roca algunes vegades es troben isolades, tanmateix, el més normal és de trobar-les agrupades en conjunts i situades vora una església, és a dir, en una zona sagrada o sagrera. Les sepultures d'adolescents o d'infants i nadons algun cop són agrupades seguint un ordre especial, com el predomini de les infantils en algunes zones (a Viver o, potser, a la dels Albats d'Olèrdola), generalment, però, hom troba barrejades tombes que devien pertànyer a individus d'edats diferents, el que fa pensar en una agrupació de tipus familiar (per exemple al Pla dels Albats d'Olèrdola).
De tombes amb formes rectangulars i trapezials, de la primera època, se'n troben a tot Catalunya i a les Illes Balears, però de tombes antropomorfes se n'han trobat amb més abundància a la Catalunya Vella. Les comarques on hi ha més casos documentats i estudiats són el Berguedà, Osona i l'Empordà, així com les comarques properes: el Solsonès, el Bages, l'Anoia, el Ripollès i el Gironès. També n'hi ha al Vallès, al Penedès, on hi ha el conjunt d'Olèrdola, al Baix Llobregat i al Maresme.
Alguns dels jaciments arqueològics remarcables on hi ha tombes antropomorfes són:
- Sant Andreu de Cal Pallot
- Sant Vicenç d'Obiols
- Castellot de Viver
- Santa Maria de Cervelló
- L'Esquerda, entorn de l'antiga església de Sant Pere de Roda
- Banyoles: Santa Maria i també església monàstica de Sant Pere de Juïgues

En determinats casos també se'n troben dins el subsòl de les esglésies, cosa que pot ser deguda al fet que es tracta d'esglésies que anteriorment eren més petites i l'ampliació posterior es va fer sobre tombes ja excavades. Pot ser el cas de:
- Santa Maria de Lluçà al claustre.
- Sant Andreu de Sagàs als tres absis romànics.